# Saint-Simeux
Saint-Simeux – miejscowość i gmina we Francji, w regionie Nowa Akwitania, w departamencie Charente.
Według danych na rok 1990 gminę zamieszkiwało 456 osób, a gęstość zaludnienia wynosiła 49 osób/km² (wśród 1467 gmin regionu Poitou-Charentes, Saint-Simeux plasuje się na 585. miejscu pod względem liczby ludności, natomiast pod względem powierzchni na miejscu 866.).